# Thiomargarita magnifica
Thiomargarita magnifica — вид морських грам-негативних бактерій з класу гамма-протеобактерій, виявлений у мангрових заростях Карибського моря.
Ця видима неозброєним оком, найбільша з відомих науці бактерій, досягає 2 см у довжину і перевершує за цим параметром багатьох комах.

## Історія відкриття
Приблизно в 2012 році Олів'є Гросс, морський біолог з Університету Французьких Антильських островів в Пуент-а-Пітр, натрапив на дивний організм, що росте у вигляді тонких ниток на поверхні листя мангрових дерев, що розкладаються, e місцевому болоті.
Тільки через 5 років він та його колеги зрозуміли, що організми насправді були бактеріями.
Ще п'ять років пішло те що, щоб глибоко вивчити і продемонструвати складність цього організму.
Лише в 2022 Жан-Марі Фолланд з колегами опублікували більш вичерпний опис цього біологічного виду
.

## Опис
Thiomargarita magnifica — це видима неозброєним оком, найбільша з відомих науці бактерій, що досягає 2 см завдовжки (ширина цих клітин від кількох десятків до приблизно 150 мкм).
Раніше найбільшою бактерією вважалася Thiomargarita namibiensis , розмір якої досягає 0,75 мм.
Бактерія Thiomargarita magnifica має величезний геном, який містить близько 11 000 генів, що чітко відрізняються (близько половини від людського), у той час як зазвичай бактеріальний геном не перевищує 3900 генів.
При цьому було виявлено, що гігантська бактеріальна клітина містить дві мембранні «мішечки», один з яких містить всю ДНК мікроорганізму і, крім того, рибосоми.
Таким чином, геном цих бактерій не «плаває» вільно всередині клітини, як у інших бактерій та прокаріотів, а інкапсульований у мембрану. Існування подібної органели раніше не спостерігалося у бактерій, але характерно для набагато складніших клітин еукаріотів, у яких геном укладено в ядро клітини.
Очевидно, будова нової бактерії займає проміжне положення між прокаріотами та еукаріотами.
Вчені не виключають, що це втрачена ланка в еволюції клітин Землі.
Крім величезного розміру, Thiomargarita magnifica демонструють безпрецедентну поліплоїдію, що становить понад півмільйона копій дуже великого геному, і проходять диморфний життєвий цикл з асиметричним розходженням хромосом у дочірніх клітинах

.